# Pyrethrum
Pyrethrum ist ein Insektizid, das aus den Blüten von verschiedenen Tanacetum-Arten gewonnen wird. Die Hauptwirkstoffe sind Pyrethrine, außerdem Cinerine und Jasmoline.

## Herstellung

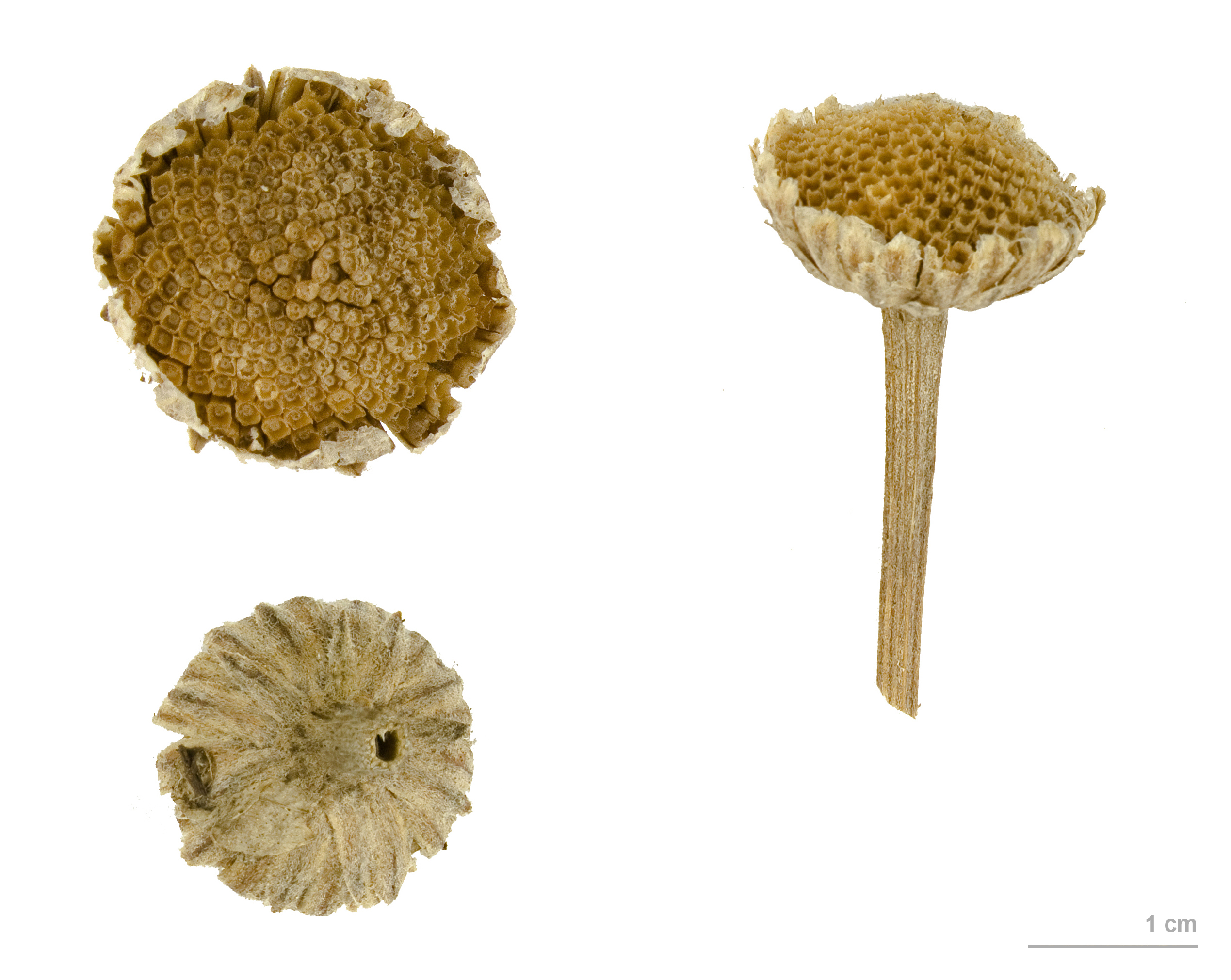
Tanacetum cinerariifolium

Pyrethrum wird aus den getrockneten Blüten von Tanacetum-Arten durch Zerkleinern oder Extraktion mit Lösungsmitteln gewonnen. Die pulverisierten Blüten kamen früher in verschiedenen Handelsformen auf den Markt. Der Unterschied besteht lediglich in der als Ausgangsmaterial verwendeten Tanacetum-Art. Das „montenegrinische bzw. dalmatinische Insektenpulver“ wird aus der Dalmatinischen Insektenblume (Tanacetum cinerariifolium, Syn.: Chrysanthemum cinerariifolium, Pyrethrum cinerariifolium), hingegen das „armenische, persische bzw. kaukasische Insektenpulver“ aus der Kaukasischen Insektenblume (Tanacetum coccineum, Syn.: Chrysanthemum coccineum, Pyrethrum roseum, Pyrethrum carneum) gewonnen.

## Anbau
Um die Blütenbildung anzuregen, benötigen die Pflanzen kalte Nächte mit Temperaturen von weniger als 10 °C. Der kommerzielle Anbau erfolgt daher zum Teil in Regionen mit gemäßigtem Klima, z. B. in Europa, Japan, oder Tasmanien. In den Tropen sind Hochlagen über 2000 m ebenfalls für den Anbau dieser Pflanzen geeignet. Dort werden sie vor allem in Afrika (u. a. Tansania, Kenia, Ruanda), Südamerika (u. a. Ecuador, Kolumbien) und Neuguinea angebaut.
Die Pflanzen sind mehrjährig. In Kenia wird eine Pyrethrum-Pflanzung typischerweise drei bis vier Jahre genutzt. Pro Hektar und Jahr wird dort etwa eine Tonne (getrocknete) Blüten geerntet.

## Wirtschaftliche Bedeutung

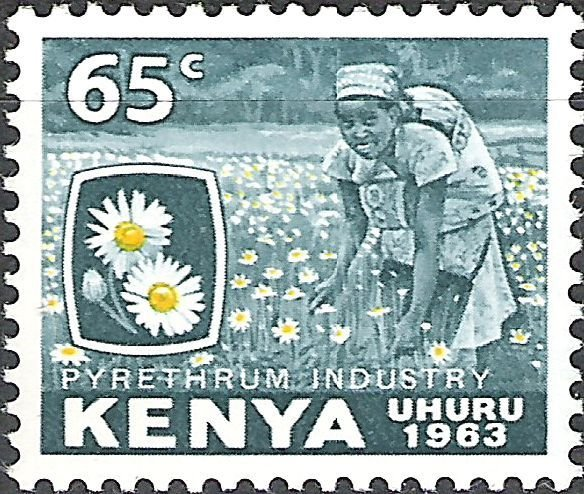
Briefmarke aus Kenia aus dem Jahre 1963

Die Weltjahresproduktion an getrockneten Pyrethrum-Blüten liegt in der Größenordnung um 20.000 t. Daraus lassen sich etwa 500 t eines 50%igen Pyrethrin-Extrakts herstellen. Der Umsatz wurde auf 39 Millionen US$ geschätzt.
Während 1983 Kenia und Tansania über 90 % der Welternte lieferten, stammt heute etwa ein Drittel des weltweiten Bedarfs an Pyrethrum aus Tasmanien. Der wichtigste Abnehmer sind die USA.
Die Herstellungskosten von natürlichem Pyrethrum sind hoch und der Bedarf an Insektiziden kann damit allein nicht gedeckt werden. Dies führte dazu, dass ausgehend von Pyrethrum selektive, hochwirksame Verbindungen, sogenannte Pyrethroide, entwickelt wurden, die erst für die breite Verwendung im Veterinär- und Pflanzenschutz geeignet waren.

## Wirkung
Pyrethrum wirkt als Kontaktgift, das für Insekten neurotoxisch ist. Der Wirkmechanismus beruht darauf, dass das Wiederverschließen der spannungsabhängigen Natriumkanäle in den Axon-Membranen verhindert wird, wodurch die Nervenzellen ihr Ruhemembranpotential nicht wieder aufbauen können.
Pyrethrum ist giftig für alle Insektenarten, auch für Nützlinge. Es ist zudem sehr giftig für Fische. Die LD50 für Pyrethrine beträgt bei der Ratte (männlich) oral 2,14 g/kg, bei weiblichen Ratten 0,7 g/kg, bzw. bei dermaler Aufnahme (durch die Haut) mehr als 2 g/kg.
Pyrethrum zersetzt sich unter Einwirkung von Tageslicht rasch und verliert so seine Wirksamkeit.

## Verwendung
Die Wirkung des Extrakts war schon den Römern bekannt. Sie nannten Pyrethrum „persisches Insektenpulver“ und setzten es gegen Läuse und Flöhe ein.
In Deutschland, Österreich und der Schweiz ist Pyrethrum selbst nicht als Wirkstoff in Pflanzenschutzmitteln zugelassen, allerdings sind in all diesen Ländern aus Pyrethrumextrakt gewonnene Pyrethrine zugelassen. Ihre Verwendung ist auch im Ökologischen Landbau zulässig.
Im häuslichen Bereich wird Pyrethrum verwendet
- in sogenannten Elektroverdampfern gegen Fliegen und Mücken
- als Insektensprays und -strips gegen Schaben, Ameisen usw.
- als Mittel gegen Flöhe und Tierflöhe, Flohhalsband bei Hunden
- als Mittel gegen Kopfläuse („Goldgeist forte“)